# Звинувачення (фільм)
«Звинувачення» (рос. «Обвинение») — український радянський художній фільм 1984 року, детектив режисера Володимира Савельєва за сценарієм Бориса Антонова та Івана Менджерицького. Знятий кіностудією ім. О. Довженка, прем'єра фільму відбулася у червні 1984 року. Зйомки фільму відбувалися у Білгород-Дністровському.

## Сюжет
У результаті автомобільної катастрофи гине директор передового автогосподарства. За попередньою версією причиною автокатастрофи є нещасний випадок. Слідчий з особливо важливих справ Василь Ярош (Міхай Волонтір) перевіряє цю версію.

## У ролях
- Міхай Волонтір — Василь Ярош
- Борис Плотников — Бутенко
- Ернст Романов — Маслов
- Микола Гринько — Слісаренко
- Віктор Мірошниченко — Михайлюк
- Сергій Іванов — Шашко
- Микола Шутько — Єременко
- Микола Сльозка — Коваль
- Леонід Яновський — Гаркавий
- Ірина Жалибіна — Зіна
- Станіслав Коренєв — Сергій Кузьмич
- Микола Сектименко — Медведєв
- Олександр Олександров — Меркулов
- В епізодах: Ірина Буніна, Леонід Бакштаєв, Ю. Вотяков, В. Поліщук, І. Мельник, М. Горносталь, Б. Молодан, М. Тализін.

## Творча група
- Сценаристи: Борис Антонов, Іван Менджерицький
- Режисер-постановник: Володимир Савельєв
- Оператори-постановники: Павло Степанов, Андрій Владимиров
- Художники-постановники: Віталій Волинський, Олександр Даниленко
- Композитор: Івар Вігнерс
- Звукооператор: Рема Крупєніна
- Монтажер: А. Брюнчугіна
- Художник по костюмах: Л. Чермних
- Гример: О. Полікашкіна
- Режисери: В. Фомченко, Борис Шиленко, Ігор Самборський
- Оператори: Ю. Тимощук, В. Лисак, А. Рязанцев
- Редактор: А. Шкуратов
- Комбіновані зйомки: оператор — М. Бродський, художник — Михайло Полунін
- Директор картини: Григорій Чужий